# Église Saint-Pierre-aux-Liens de Gignac
Pour les articles homonymes, voir Église Saint-Pierre.
L'église Saint-Pierre-aux-Liens de Gignac est une église catholique située à Gignac, en France.

## Localisation
L'église est située dans le département français de l'Hérault, sur la commune de Gignac.

## Historique
L'édifice est inscrit partiellement au titre des monuments historiques en 1963.